# Manuel Cota Jiménez
Manuel Humberto Cota Jiménez (Tepic, Nayarit; 2 de marzo de 1961) es un político mexicano miembro del Partido Revolucionario Institucional. Actualmente[¿cuándo?] se desempeña como Secretario de Coordinación Regional del CEN del PRI en los estados de Guanajuato, Guerrero Michoacán y Sonora.

## Vida personal
Nació en la ciudad de Tepic, Nayarit, el jueves 2 de marzo de 1961. Es hijo de Manuel Cota Torres e Irene Jiménez Cervantes. Está casado con la señora Amparo Vélez Camacho de Cota, es licenciado en derecho, titulado por el Centro de Estudios Superiores de las Américas,tiene estudios parciales en la Escuela Superior de Comercio de la Universidad Autónoma de Nayarit.

## Senador de la república (2012-2018)
En 2012, obtiene el cargo de Senador de la República por elección popular para representar al estado de Nayarit, Presidente de la Comisión de Agricultura y Ganadería del Senado, Integrante de la Comisión de Desarrollo Rural, de la Comisión de Relaciones Exteriores y de la Comisión de Turismo.

## Dirigente Nacional de la Confederación Nacional Campesina
En agosto de 2014, Cota Jiménez rinde protesta como dirigente nacional de la Confederación Nacional Campesina de México en la ceremonia de clausura del Congreso Nacional Ordinario de la Confederación Campesina celebrado en Jalisco, ante el presidente de México Enrique Peña Nieto, autoridades y las treinta y dos ligas de comunidades agrarias del país.

## Diputado federal en la LXI Legislatura.
En el periodo 2009 - 2012 funge como diputado de la sesenta y un legislatura de la Cámara de Diputados del Congreso de la Unión y coordinador agrario de la zona norte.

## Presidente municipal (2005 - 2008)
En el periodo 2005 - 2008 fue presidente Municipal del XXXVII Ayuntamiento de Tepic.

## Diputado local (2002-2005)
Diputado Presidente del Congreso Local de la XXVII Legislatura (2002-2005)